# Apeadero Enrique Berduc
Enrique Berduc es una estación de ferrocarril ubicada en el Departamento Paraná en la Provincia de Entre Ríos, Argentina. 

## Servicios
Se encuentra precedida por la Estación Colonia Avellaneda y le sigue la Estación La Picada.
Se está reconstruyendo para la futura extensión a La Picada.
El 15 de septiembre de 2022 quedó efectiva la extensión del servicio local entre Paraná y este apeadero.